# Las Salas de Castilhon
Las Salas de Castilhon (en francès Les Salles-de-Castillon) és un municipi francès situat al departament de la Gironda i a la regió de la Nova Aquitània.

## Demografia
| 1962                                       | 1968 | 1975 | 1982 | 1990 | 1999 | 2007 |
| ------------------------------------------ | ---- | ---- | ---- | ---- | ---- | ---- |
| 333                                        | 334  | 270  | 283  | 324  | 369  | 357  |
| Des de 1962: població sense dobles comptes |      |      |      |      |      |      |

## Administració
| Període   | Identitat             | Partit |
| --------- | --------------------- | ------ |
| 1947-1989 | Pierre Boutin         |        |
| 1989-1995 | Evelyne Lovato        |        |
| 1995-2001 | Henri Frontier        |        |
| 2001-     | Marie-Claude Lavignac |        |